# سفارة المملكة المتحدة في كوريا الشمالية
سفارة المملكة المتحدة في كوريا الشمالية هي أرفع تمثيل دبلوماسي لدولة المملكة المتحدة لدى كوريا الشمالية. تقع السفارة في Taedonggang-guyok ‏ وهي تهدف لتعزيز المصالح البريطانية في كوريا الشمالية.

## وصلات خارجية
- الموقع الرسمي
- قائمة سفارات المملكة المتحدة
- قائمة السفارات في كوريا الشمالية